# Classe Príncipe
A Classe Príncipe foi a versão portuguesa de uma classe de navios-patrulha construídos nos Estados Unidos entre 1942 e 1944, em plena Segunda Guerra Mundial.
Em 1949, ao abrigo do programa MDAP (Mutual Defense and Assistence Program), a Marinha Portuguesa comprou à Marinha dos Estados Unidos seis navios desta classe, de deslocamento máximo de 357 toneladas para fiscalização dos mares dos Açores, tarefa exercida com as limitações que o mar alteroso do Atlântico Norte impõe.
Mais tarde, encontraram nos mares de Angola, mais especificamente até à latitude de Moçâmedes, o mar adequado para as suas dimensões e características. Com a construção do estaleiro de Sorefame em Angola, todas as unidades foram enviadas para aquele território. Até aí, a inexistência de um estaleiro capaz obrigava ao seu retorno a Portugal para manutenção.
Seriam abatidas entre 1967 e 1970 com mais de 25 anos de serviço.
Além dos navios fabricados nos EUA a Marinha Portuguesa recebeu três navios do mesmo tipo fabricados em França aos quais chamou Classe Maio. Foram ainda recebidos mais cinco navios dos mesmo tipo, construídos em Portugal nos Estaleiros Navais de Viana do Castelo e do Mondego e no Arsenal do Alfeite, os quais também foram integrados na Classe Maio.
Todos os navios das classes Príncipe e Maio receberam os nomes de ilhas portuguesas dos arquipélagos da Madeira, de Cabo Verde e de São Tomé e Príncipe.

## Unidades
| Nome            | Observações                | Estaleiro de Construção                           | Número de amura | Classe   |
| --------------- | -------------------------- | ------------------------------------------------- | --------------- | -------- |
| NRP Príncipe    | ex-NRP Flores, ex-PC 812   | Commercial Iron Works, Portland, OR, EUA          | P 581           | Príncipe |
| NRP Madeira     | ex-PC 811                  | Commercial Iron Works, Portland, OR, EUA          | P 582           | Príncipe |
| NRP Santiago    | ex-PC 1257                 | Luders Marine Construction Co., Stamford, CT, EUA | P 583           | Príncipe |
| NRP Sal         | ex-PC 809                  | Commercial Iron Works, Portland, OR, EUA          | P 584           | Príncipe |
| NRP São Tomé    | ex-PC 1256                 | Luders Marine Construction Co., Stamford, CT, EUA | P 585           | Príncipe |
| NRP São Vicente | ex-PC 1259                 | Luders Marine Construction Co., Stamford, CT, EUA | P 586           | Príncipe |
| NRP Maio        | ex-NRP Funchal, ex-PC 1613 | Dubigeon, Nantes, França                          | P 587           | Maio     |
| NRP Porto Santo | ex-PC 1614                 | Normandie, Le Harve, França                       | P 588           | Maio     |
| NRP São Nicolau | ex-PC 1617                 | Normandie, Le Harve, França                       | P 589           | Maio     |
| NRP Brava       | ex-PC 1635                 | E.N. Viana do Castelo                             | P 590           | Maio     |
| NRP Fogo        | ex-PC 1636                 | E.N. Viana do Castelo                             | P 591           | Maio     |
| NRP Boavista    | ex-PC 1637                 | E. N. Mondego                                     | P 592           | Maio     |
| NRP Santo Antão |                            | Arsenal do Alfeite                                | P 593           | Maio     |
| NRP Santa Luzia |                            | Arsenal do Alfeite                                | P 594           | Maio     |